# Bimota

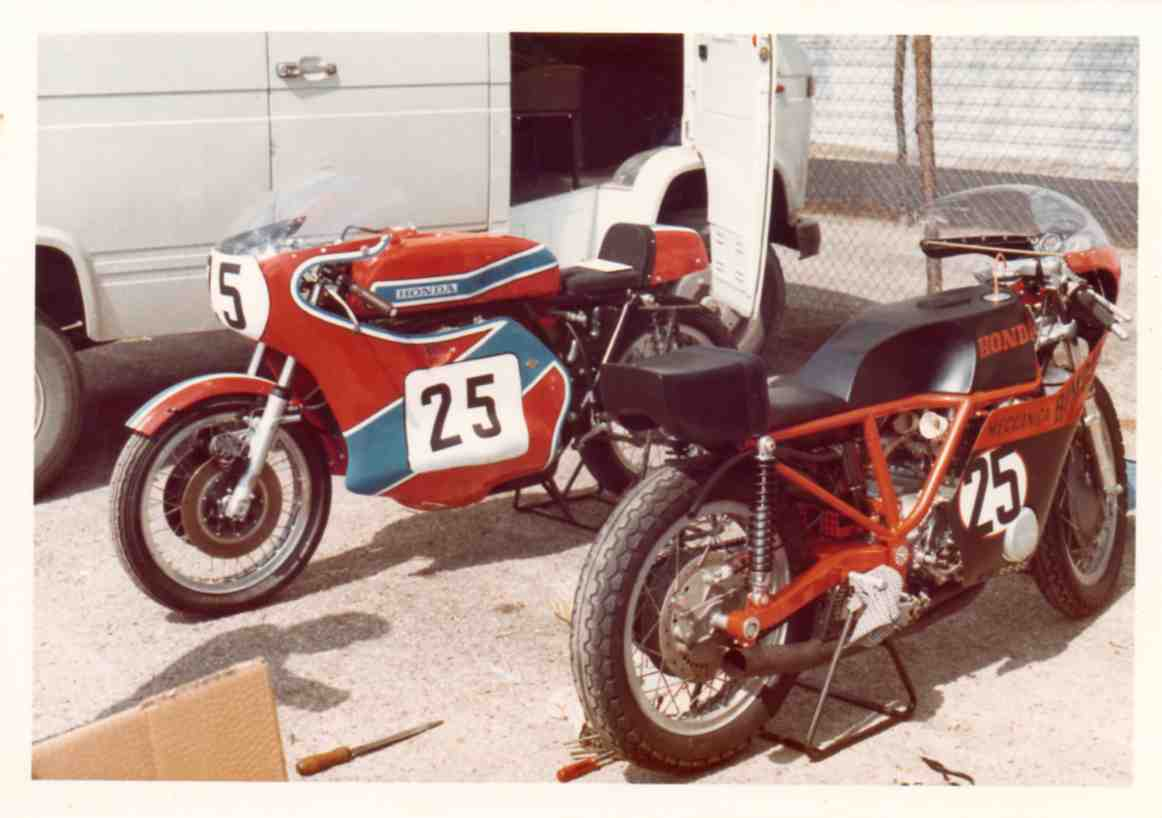
La HB1 (orange et noire) est la première moto produite par Bimota

Bimota est un constructeur italien de motos.
Pour la dénomination des modèles, la première lettre représente le motoriste, la seconde l'usine Bimota. Quant au chiffre, il spécifie le rang de sortie du modèle pour un même motoriste. Par exemple, la DB4 est la quatrième Bimota motorisée par Ducati. Néanmoins, il existe quelques exceptions :
- La BB1 Supermono utilise un moteur Rotax, mais qui est monté sur certaines BMW.
- La Tesi, bien que pourvue de moteur Honda (premier prototype),  Ducati ou Kawasaki, garde ce pseudonyme car elle était le sujet d'une thèse pour un ingénieur de chez Bimota et pour affirmer son côté technologique.
- La V-Due (V2 en italien) utilise un moteur bicylindre en V de conception maison.
- La BBX n'utilise pas un moteur de BMW, mais plutôt un moteur Jotagas ou Gas Gas. Elle représente la première incursion de Bimota dans le monde des motos de cross, où l'on abrège « cross » par « X ». Par extension, la DBx est motorisée par un moteur Ducati mais reste une machine de cross.

## Historique
Le nom « Bimota » est fait des deux premières lettres des noms de ses trois pères fondateurs : Valerio Bianchi, Giuseppe Morri et Massimo Tamburini.
En 1966, les trois associés créent à Rimini une entreprise spécialisée dans le chauffage et la climatisation. La première moto est produite en 1973, c'est la HB1 (pour « Honda-Bimota 1 ») de Massimo Tamburini : trouvant les cadres des motos japonaises trop instables, Tamburini décide de construire son propre cadre, qu'il adapte sur sa Honda CB 750 Four personnelle, après une sortie de route dans le virage parabolique du circuit de Misano (province de Rimini). Quelques mois plus tard, alors qu'il court à Misano, un pilote suisse remarque la moto et demande à Tamburini s'il peut en fabriquer une deuxième.
La firme décide de créer une branche motocyclette appelée « Bimota Meccanica ». Après le départ de Bianchi, Morri et Tamburini décident de privilégier la branche motocyclette au détriment de l'usine de chauffage, pourtant plus rémunératrice. Elle commercialisera des pièces puis des kits homologués qui comprennent un cadre, la fourche avant et le bras oscillant ainsi que d'autres composants permettant de monter une moto avec un moteur japonais. 
C'est en 1974 que la firme italienne remporte sa première victoire en Grand Prix de vitesse avec une YB1 à moteur Yamaha 250 puis 350 cm3. En dehors de la HB1 qui ne fut vendue qu'à une poignée de chanceux, et quelques pièces spéciales (bras oscillants, bracelets etc.) s'adaptant sur les parties-cycles d'origine, il faut attendre 1976 pour que les Bimota prennent la route avec la SB2 puis la KB1. Pour ces deux premiers modèles routiers, Bimota fournit en fait un kit complet à adapter sur sa moto. La première Bimota de route livrée clés en mains est la KB2 550 cm3. Ainsi, contrairement à la plupart des fabricants de partie-cycles des années 1970, Bimota va survivre à l'arrivée des châssis en aluminium japonais, augmentant sa production d'année en année jusqu'à son best-seller : la SB6.
Le titre suprême arrive en 1980 avec le pilote sud-africain Jon Ekerold, champion du monde de vitesse en 350 cm3, puis en 1987 en TTF1 avec le pilote Virginio Ferrari sur une YB4 motorisée par le moteur de la Yamaha 750 FZ.
L'usine, comme beaucoup en Italie, connaîtra des hauts et des bas au cours de son histoire. La première crise est le départ de Tamburini en 1984, lequel rejoindra les rangs de Cagiva en 1985 (où il dessinera entre autres la Ducati Paso, mais surtout la Ducati 916). Il est remplacé par l'ingénieur Federico Martini qui abandonne petit à petit la construction des cadres tubulaires pour celle des cadres en aluminium.
Tamburini était la pierre angulaire de la marque (Morri étant plutôt le financier de l'association). Technicien passionné de compétition, il s'est efforcé pendant dix ans d'amener Bimota au sommet en faisant participer la plupart de ses créations dans divers championnats (italien, suisse, mondial, endurance, etc.) avec d'excellents résultats. Son départ coïncida avec de nouveaux objectifs tournés vers le développement de la production plutôt que vers la compétition.

## Innovations et banqueroute

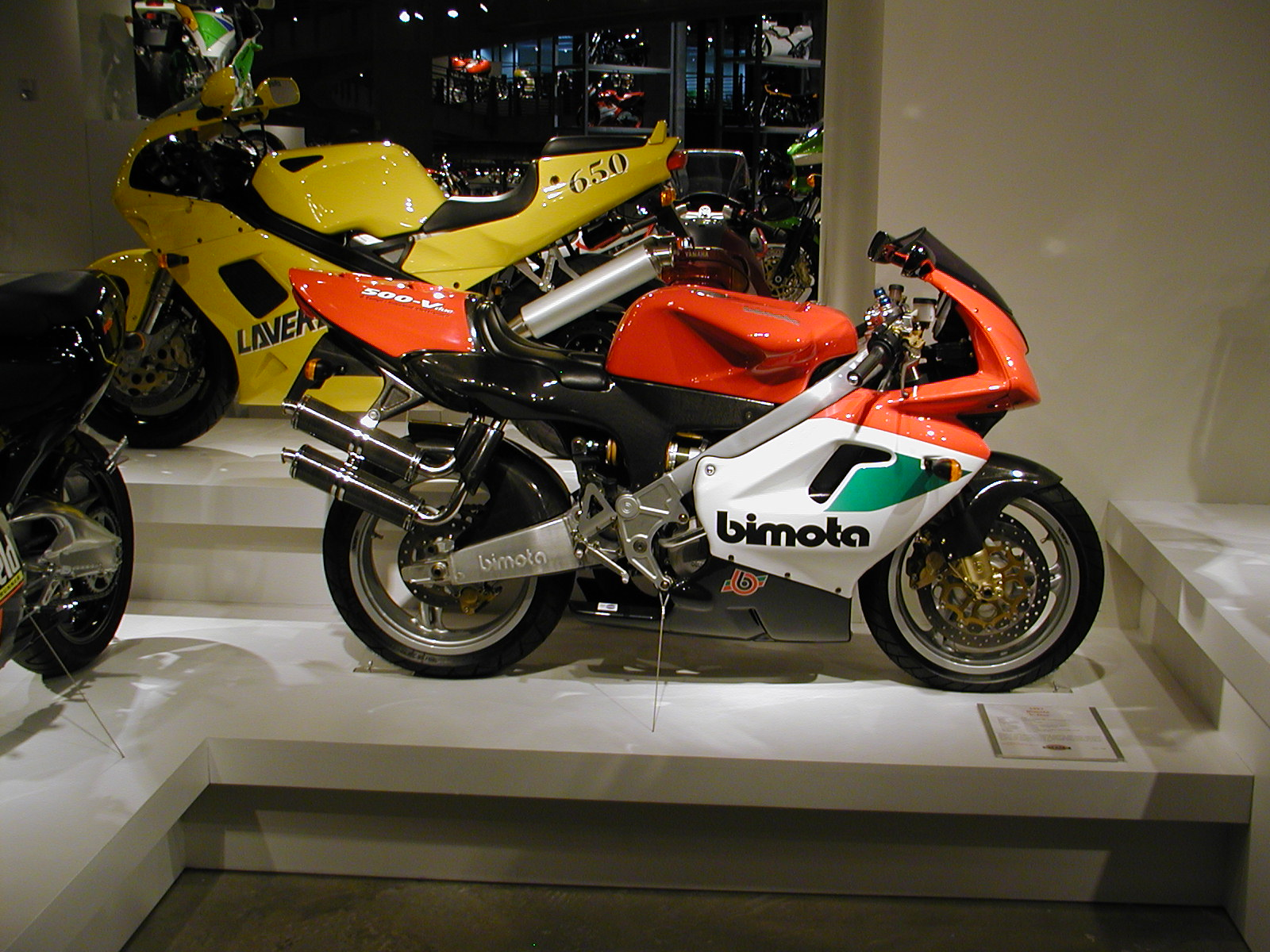
La seule machine entièrement conçue par Bimota : la V-Due

Martini s'entoura alors de deux jeunes étudiants qui réalisaient une thèse dans le domaine de la moto. Les prototypes qui émergèrent de cette alliance s'appelèrent Tesi et avaient la particularité de ne pas avoir de fourche mais un deuxième bras oscillant.
Après la fabrication de plusieurs prototypes de course, Bimota décida de décliner le projet pour la route : ainsi naquit la Tesi 1/D en 1990.
Le projet suivant fut celui d'une nouvelle 500 cm3 deux temps, la V-Due. L'idée de base n'était ni plus ni moins que de construire une machine capable de s'aligner en grands prix en 500 cm3 et d'être homologuée pour la route. Si la version à carburateurs fut très prometteuse en championnat italien, sa version homologuée, à injection (pour les normes anti-pollution), connut d'énormes problèmes de mise au point, à tel point qu'ils obligèrent la petite usine à racheter les modèles vendus. La firme ne put malheureusement pas s'en remettre financièrement et fut obligée de mettre la clef sous la porte en 2001.

## Renaissance
Rachetée depuis par Roberto Comini, un géant de l'industrie pharmaceutique, et remise sur pieds, l'usine Bimota a redémarré sa production en 2005. Dans un premier temps, l'usine sort les séries spéciales SB8K Santa Monica et Gobert, d'après des études déjà engagées par les précédents dirigeants. Cette machine permet, à moindre coût, de remettre l'usine à flot. Parallèlement, Bimota signe un partenariat avec le constructeur italien Vyrus, pour distribuer la Vyrus 984 C³ 2V dans son réseau, sous le nom Tesi 2/D.
Toujours en 2005, Bimota présente la sportive DB5, suivie par sa déclinaison roadster, la DB6, en 2006.

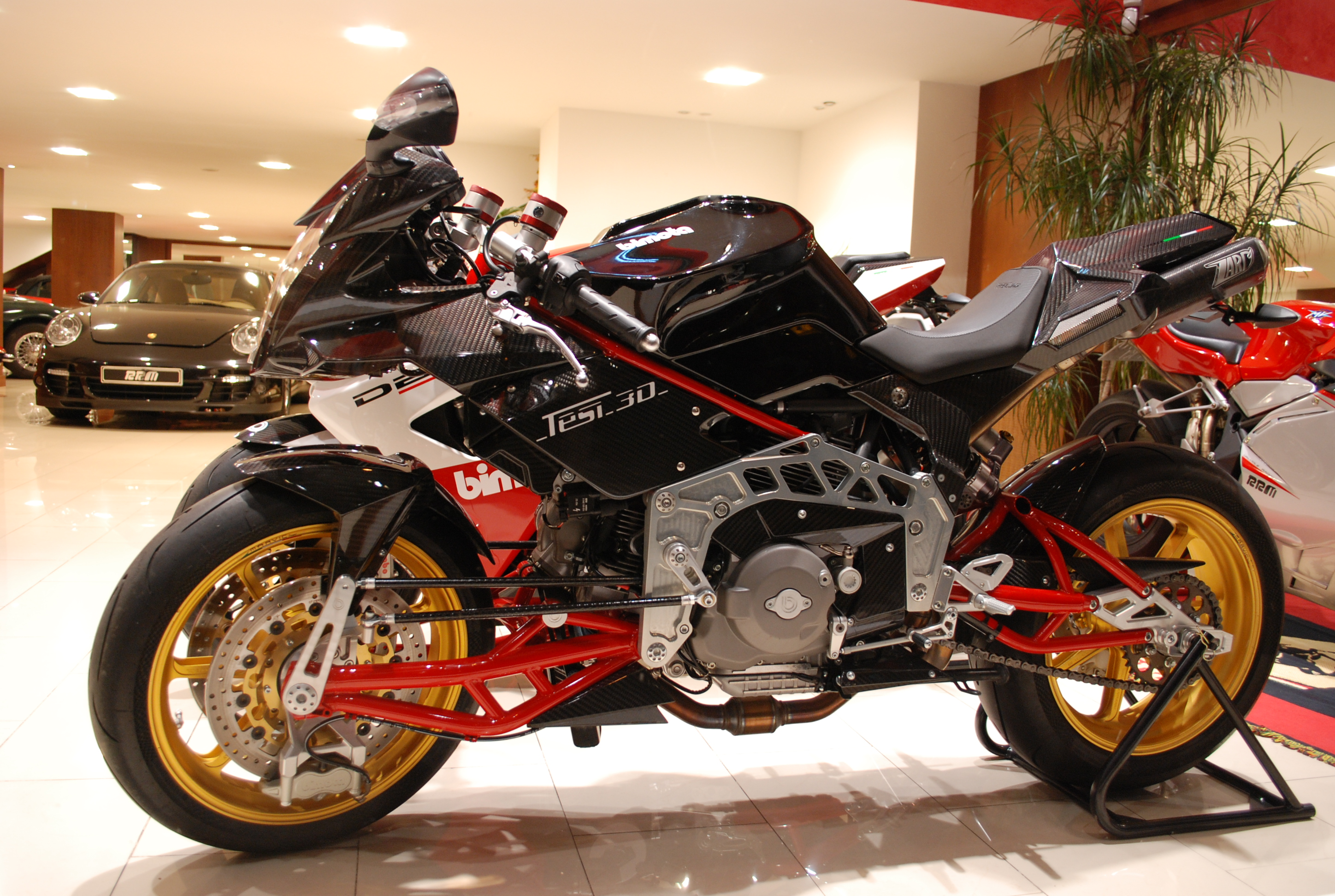
Une Tesi 3D LE

Bimota sort ensuite une nouvelle Tesi issue de son bureau d'étude, la Tesi 3/D.
En 2008, Bimota innove en présentant, sur la DB7 Oronero, un cadre treillis entièrement en fibre de carbone.
En 2010, Bimota s'engage en Moto2 avec la HB4.
Lors du salon de la moto de Milan 2011, Bimota propose son interprétation des machines d'enduro, avec la BBX. Ce projet, consistant en l'achat de moteurs deux temps et de cadres à l'entreprise espagnole Jotagas ne sera pas réalisé, les avis des potentiels acheteurs étant trouvés peu encourageants. 
Toujours en 2011, Bimota propose la DB9 Brivido et la DB10 Bimotard.
Le salon de Milan 2012 s'ouvre avec cinq nouveautés Bimota. L'incursion dans le monde des machines tout-terrain se poursuit avec un modèle à moteur Ducati sur la DBx. Une sportive à moteur BMW S1000RR, la BB2 est présentée au public. La DB12 B.Tourist offre une alternative plus apte à parcourir de longues distances à la DB9 Brivido. La DB11 VLX propose pour la première fois en moto un moteur à compresseur volumétrique. La Tesi 3D gagne une alternative plus confortable appelée Naked.
Fin 2013, Roberto Comini cède la société à Marco Chiancianesi et Daniele Longoni. Les deux sont scientologues actifs
La marque s'associe avec le team Alstare et engage la BB3 dans le championnat du monde Superbike en 2014 en classe Evo où elle termine généralement bien classée. Le nombre de moto minimum pour participer à toute la saison n'étant pas produit, le team Bimota Alstare est exclu de la compétition après la manche américaine.
L'usine déménage en 2018 du 38 via Giaccaglia au 8 via Emilia Mariani.
Le 6 novembre 2019, un communiqué de presse annonce officiellement que la branche européenne de Kawasaki Heavy Industries s'est associée avec Bimota SA pour créer la société Italian Motorcycle Investment S.P.A., chargée de fabriquer et vendre les motos sous la marque Bimota. Cette société devient Bimota S.P.A.. Le fruit de cette union est présenté à l'occasion du salon EICMA de 2019, c'est une Tesi motorisée par le quatre cylindres turbocompressé de la Kawasaki Ninja H2. Elle est suivie par la KB4 et la KB4RC deux ans plus tard. 
En 2022, Bimota présente la BX450, machine destinée à courir le championnat d'Italie d'enduro.
Pour 2023, Bimota dévoile la Tera. Si le concept du châssis avait été présenté l'année précédente, cette nouvelle machine propose une architecture de Tesi sur un machine à vocation routière grand tourisme.